# Confine tra Romania e Serbia
Il confine tra la Romania e la Serbia è un linea di demarcazione lunga 476 km che separa questi due paesi e rappresenta uno dei confini esterni dell'Unione europea.

## Geografia
Il confine parte dal triplice confine Romania-Serbia-Ungheria (46°07′00″N 20°16′00″E), tra le località di Beba Veche, in Romania e Rabe, in Serbia che tuttavia non sono collegate da una strada e separano il Banato serbo dal Banato rumeno, in direzione generale del sud-est. Dopo circa metà del percorso, il Danubio funge da confine naturale e termina alla triplice frontiera Romania-Serbia-Bulgaria (44°13′00″N 22°40′00″E).

### Confine del Banato
Il primo incrocio stradale si trova più a sud-est tra la località di Comloșu Mare sul lato rumeno e la città di Kikinda sul lato serbo e più precisamente tra le località di Lunga (Romania) e Nakovo (Serbia). Non c'è dogana ma è consentito il traffico transfrontaliero degli abitanti locali, grazie a un accordo bilaterale del 13 gennaio 1970 tra la Repubblica Socialista di Romania e la Repubblica Socialista Federale di Jugoslavia, ancora oggi in vigore.
La prima dogana è a Jimbolia, in Romania, dove da un lato passa la strada Timișoara - Zrenjanin (la dogana sul lato serbo situata in località Srpska Crnja) e dall'altro la linea ferroviaria tra Timişoara e Kikinda.

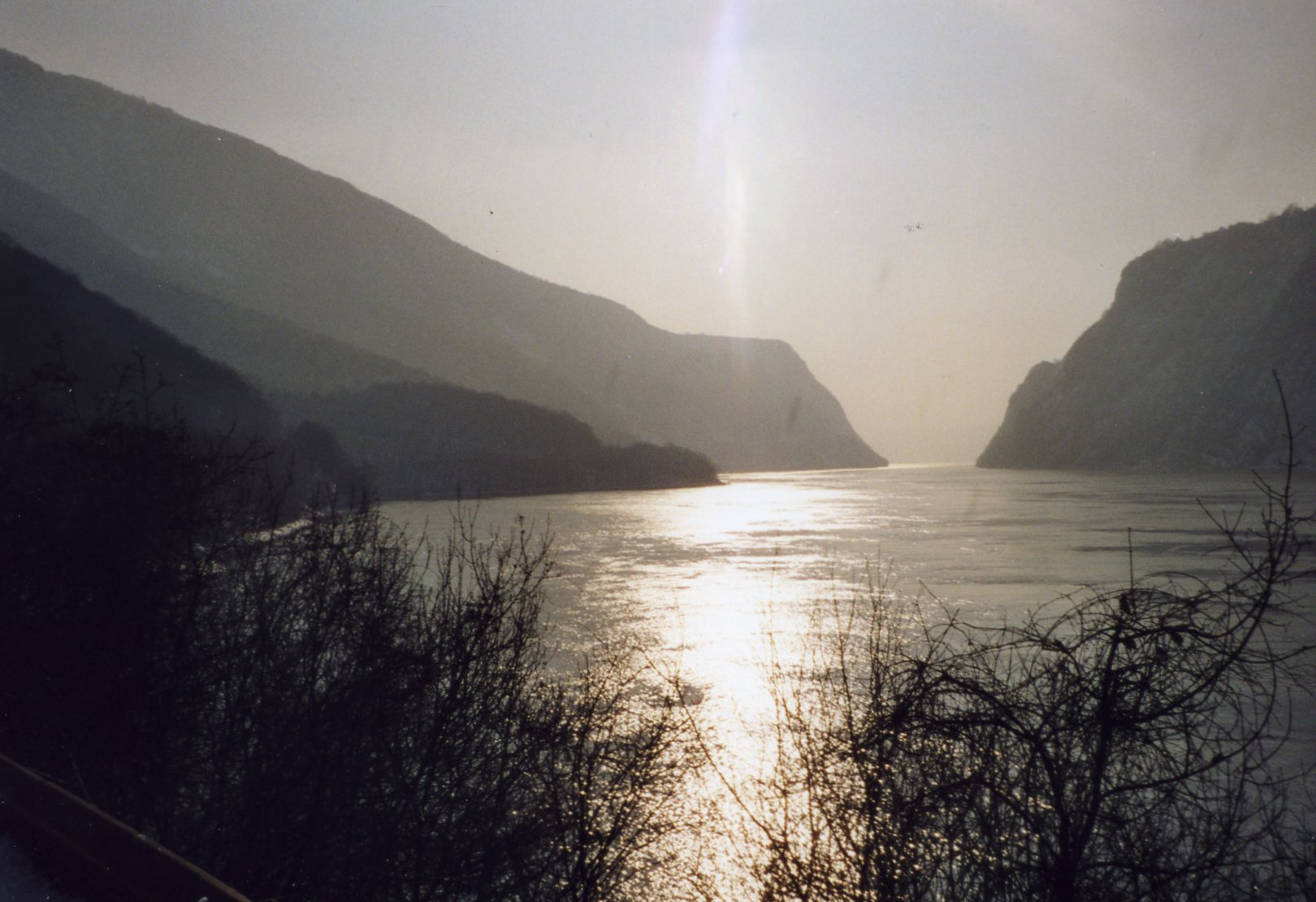
Gola delle "Porte di ferro", tra Romania e Serbia

Una trentina di chilometri più a sud, vicino alla città serba di Jaša Tomič, c'è un altro collegamento sia stradale che ferroviario. Da un lato esso collega Jaša Tomič ad un'altra località serba, Meda, attraversando una piccola porzione del territorio della Romania per sei chilometri e dall'altro consente il collegamento transfrontaliero con le località rumene di Foeni, Cruceni e Grăniceri su strada e tramite ferrovia tra Zrenjanin e Timișoara.
La seconda dogana stradale e ferroviaria si trova a Moravița. Sul lato serbo del confine si trova la città di Vršac che rappresenta uno snodo importante dell'asse Belgrado - Timişoara. La strada è anche la E70 che attraversa l'Europa meridionale da ovest a est.
L'ultima dogana prima del Danubio è vicino a Kaluderovo in Serbia e porta a Baziaș e ai monti Locva in Romania.

### Confine naturale del Danubio
Il Danubio può essere attraversato solo alle porte di ferro a ovest di Turnu-Severin (Romania) e Kladovo (Serbia). È una diga idraulica che fornisce energia a entrambi i paesi.

## Storia
L'attuale confine risale al 1739 per la parte delimitata dal Danubio, quando l'Impero Austriaco dovette cedere la Serbia all'Impero ottomano e il fiume divenne un confine militarizzato sul versante austriaco. Nel 1817 il Principato di Serbia si sostituì all'Impero Ottomano. Durante la prima guerra mondiale Serbia e Romania (quest'ultima nata nel 1859 dall'unione tra Moldavia e Valacchia) si accordarono, in caso di vittoria su Germania e Austria, sul principio della giusta condivisione del Banato, suddiviso per un terzo alla Serbia e per due terzi alla Romania (con un ulteriore accordo sulle minoranze rumene e serbe da entrambe le parti). Il confine che divide in due parti il Banato venne definito alla fine del 1918 dalla commissione internazionale "Lord" (nella quale partecipava il geografo francese Emmanuel de Martonne) e confermato dal trattato del Trianon del 1920, lasciando una piccolissima parte di territorio all'Ungheria vicino alla città di Szeged, due terzi del Banato alla Romania e un terzo alla Jugoslavia.